# Функція корисності
У теорії споживання функція корисності є числовим представленням відношення переваги, тобто здатності споживача порівнювати споживчі набори. Функція корисності присвоює наборам числа у такий спосіб, що кращим наборам присвоюється більше число, а наборам, які перебувають у відношенні байдужості — те саме число.
В економічній теорії використовуються два типи функцій корисності — кількісні та порядкові. У кількісному підході допускається існування одиниць корисності (ютилів), у цих одиницях вимірюється корисність всіх наборів. Якщо, наприклад, споживач оцінює десять хвилин додаткового сну у 10 ютилів, а можливість випити вранішню каву до зустрічі з шефом у 15 ютилів, то, відповідно до кількісного підходу, можна стверджувати, що кава має у півтора рази більшу корисність від 10 хвилин сну, можна також оцінювати величину різниці корисності. 
Частіше, однак, використовується порядковий підхід. Завданням порядкової функції корисності є лише впорядкування наборів згідно з відношенням переваги. Важливою є відповідь на питання "котрий з наборів має більше значення функції корисності?", але ані різниця, ані частка цих значень, не є істотною для поведінки користувача.

## Порядкові функції корисності

### Означення
Нехай на просторі товарів {\displaystyle X\,\!} задане відношення переваги {\displaystyle \succeq }. Функція {\displaystyle U:X\to R\,\!} називається функцією корисності, пов'язаною з відношенням переваги {\displaystyle \succeq ,} якщо для всіх {\displaystyle x,y\in X\,\!} виконується
{\displaystyle x\succeq y\Leftrightarrow U(x)\geq U(y)}.
Якщо {\displaystyle X\subset R_{+}^{n}\,\!}, то {\displaystyle U\,\!} є числовою функцією {\displaystyle n\,\!} змінних

### Властивості

#### Теорема Дебре
Достатні умови існування функції корисності встановлює теорема Дебре: Якщо простір товарів {\displaystyle X\,\!} є зв'язним, а відношення переваги {\displaystyle \succeq } — неперервним, то існує неперервна функція корисності, пов'язана з  {\displaystyle \succeq }.

#### Суперпозиція функцій
Якщо функція {\displaystyle U\,\!} є функцією корисності, пов'язаною з відношенням переваги {\displaystyle \succeq }, а функція {\displaystyle f:R\to R\,\!} — строго зростаюча функція, то суперпозиція функцій {\displaystyle f(U(x))\,\!} також є функцією корисності, пов'язаною з {\displaystyle \succeq }.